# لیتوچورو
لیتوچورو (به لاتین: Litochoro) یک شهرک در یونان است که در Dio-Olympos Municipality واقع شده‌است.

## خواهرخوانده
شهر Yermasoyia خواهرخواندهٔ لیتوچورو هست.